# مرتفعات ترامب (مستوطنة)
مستوطنة مرتفعات ترمب (بالإنجليزية: Trump Heights) (بالعبرية: רמת טראמפ) هي مستوطنة مجتمعية إسرائيلية مخطط لها في مرتفعات هضبة الجولان السورية التي احتلتها إسرائيل بعد حرب 1967. جاء تسميتها تكريمًا للرئيس الأمريكي الخامس والأربعين دونالد ترمب الذي اعترف بالسيادة الإسرائيلية على الجولان السوري. تتبع المستوطنة إداريًا مجلس الجولان الإقليمي.
في يونيو 2019، وضع رئيس وزراء إسرائيل بنيامين نتناياهو حجر أساس المستوطنة في الجولان باسم «مرتفعات ترمب»، تكريمًا لترمب الذي اعترف في مارس 2019 بسيادة إسرائيل على هضبة الجولان السوري التي احتلتها عام 1967.
ذكرت صحيفة يديعوت أحرونوت إن الحكومة الإسرائيلية من المتوقع أن تصادق في 14 يونيو 2020 على ميزانية قدرها 8 ملايين شيكل للبدء في إقامة مستوطنة «مرتفعات ترمب» بالجولان، وأشارت إلى أن استكمال إقامة المستوطنة يتطلب ميزانية قدرها نحو 20 مليون شيكل.

## الجانب القانوني
يعتبر المجتمع الدولي المستوطنات الإسرائيلية في الضفة الغربية غير قانونية بموجب القانون الدولي، لكن الحكومة الإسرائيلية تعارض ذلك.